# Wu Wenjun
Pour les articles homonymes, voir Wenjun.
Wu Wenjun (chinois simplifié : 吴文俊; 12 mai 1919 – 7 mai 2017), également connu sous le nom de Wu Wen-tsün, est un mathématicien chinois et membre de l'Académie chinoise des sciences.

## Biographie
La ville natale ancestrale de Wu est dans le Xian de Jiashan, à Zhejiang. Il est né à Shanghai et diplômé de l'Université nationale Chiao Tung en 1940. En 1945, Wu enseigne plusieurs mois à l'Université de Hangzhou (fusionnée plus tard dans l'université du Zhejiang) à Hangzhou.
En 1947, il part en France pour poursuivre des études à l'Université de Strasbourg. En 1949, il a reçu son doctorat pour sa thèse « Sur les classes caractéristiques des structures fibrées sphériques », écrite sous la direction de Charles Ehresmann. Par la suite, il a travaillé à Paris avec René Thom et découvert la classe de Wu et la formule de Wu en topologie algébrique. En 1951, il est nommé à un poste à l'université de Pékin. Cependant, Wu semble avoir fait partie d'une vague de rappels de chercheurs chinois qui travaillaient à l'Ouest, à la suite de l'éviction de Tchang Kaï-chek de la Chine continentale en 1949, selon le témoignage oculaire de Marcel Berger, selon lequel il a disparu de France un jour, sans dire un mot à quiconque. Il est décédé le 7 mai 2017, 5 jours avant son 98e anniversaire.

## Prix et distinctions
En 1957, il est élu académicien de l'Académie chinoise des sciences. En 1990, il est élu académicien de la third World Academy of Sciences.
En 1997, il est lauréat du prix Herbrand. Avec Yuan Longping, il a reçu le State Preeminent Science and Technology Award (en) par le président de la république populaire de Chine Jiang Zemin en 2000, quand ce grand prix scientifique et technologique de Chine a commencé à être attribué. Il a également reçu le Prix TWAS (en) en 1990 et le prix Shaw en 2006. Il est président de la société Chinoise de mathématiques.

## Travaux de recherche
Les recherches de Wu comprennent les domaines suivants : la topologie algébrique, la géométrie algébrique, la théorie des jeux, l'histoire des mathématiques, la démonstration automatique de théorèmes. Ses contributions les plus importantes sont en topologie algébrique. La classe de Wu et la formule de Wu sont nommés d'après lui. Dans le domaine de la démonstration automatique de théorèmes, il est connu pour la méthode de Wu (en).
Il est également actif dans le domaine de l'histoire des mathématiques chinoises. Il est le rédacteur en chef
de la série en dix volumes Grand Series of Chinese Mathematics, couvrant les périodes depuis l'antiquité jusqu'à la fin de la dynastie Qin.

## Publications
- Wen-Tsun, Wu : « Rational Homotopy Type: A Constructive Study Via the Theory of the I*-Measure »  (ISBN 0-387-13611-8).
- Wen-tsun, Wu et Minde Cheng : « Chinese Mathematics into the 21st Century ».
- Wen-tsun, Wu : « A Theory of Imbedding Immersion and Isotopy of Polytopes in a Euclidian Space ».
- Wen-tsun, Wu : « Mechanical Theorem Proving in Geometries »  (ISBN 3211825061).
- Wen-Tsun, Wu; Georges Reeb : « Sur les espaces fibrés et les variétés feuilletées ».
- « Select Works of Wen-Tsun Wu »  (ISBN 9789812791078).
- Wen-tsun, Wu : « Mathematics Mechanization: Mechanical Geometry Theorem-Proving, Mechanical Geometry Problem-Solving and Polynomial Equations-Solving »  (ISBN 0-7923-5835-X).
- Wen-Tsun, Wu, et Hu Guo-Ding, eds : « Computer Mathematics »  (ISBN 9810215282).